# Francesco Faustini
Francesco Faustini (Terni, 1864 – 9 settembre 1927) è stato un agricoltore e politico italiano.

## Biografia
Discendente da un'importante famiglia di commercianti, milita nel Partito Repubblicano Italiano, per il quale viene eletto due volte Deputato del Regno, prima dal 1904 al 1909 e poi dal 1919 al 1919. Nel 1920 aderisce al fascismo ed è tra i primi animatori del Fascio di Terni.
Muore nel 1927 all'età di 63 anni.